# Buddleja nitida
Buddleja nitida är en flenörtsväxtart som beskrevs av George Bentham. Buddleja nitida ingår i släktet buddlejor, och familjen flenörtsväxter. Inga underarter finns listade i Catalogue of Life.